# TV 아사히 화요시대극
TV 아사히 화요일 시대극(火曜時代劇)은 2006년 4월 ~ 2007년 9월까지 TV 아사히 화요일 19:00 ~ 19:54 (JST)에 마련된 시대극 전문 방송 시간대. 같은 방송국에서 월요시대극 이동에 의해 시작되었다.

## 방송된 작품
2006년 4월 - 7월
- 명봉행! 오오오 에치젠 (제2 시리즈)

2006년 7월 -9월
- 신 모모타로 사무라이

2006년 10월 -12월
- 태합기~천하를 잡은 남자 히데요시

2007년 1월 -3월
- 토야마의 긴 씨

2007년 4월 -6월
- 핫슈 회전 쿠와노 야마 주베에~체포록 훌쩍 여행

2007년 7월 -9월
- 속낭인 츠키카게 효고